# NGC 1607
NGC 1607 je galaksija u zviježđu Eridanu.

## Vanjske poveznice
- SEDS: NGC 1607